# Provincia de Cornelio Saavedra
La provincia de Cornelio Saavedra es una provincia de Bolivia, ubicada en el departamento de Potosí. La capital provincial es el pueblo de Betanzos. La provincia tiene una superficie de 2.375 km². representando el 2% del departamento.
La provincia se creó por Ley de 6 de noviembre de 1925, durante la presidencia provisoria de Felipe Segundo Guzmán, separándose de la provincia de Linares.

## Toponimia
El nombre de la provincia se debe al presidente de la Primera Junta de gobierno de las Provincias Unidas del Río de la Plata, Cornelio Saavedra, nacido y bautizado en Otuyo, en la misma provincia.

## Geografía
La provincia se encuentra entre los 18° 57' y 19° 44' de latitud sur y entre 64° 48' y 65° 39' de longitud oeste. Limita al noreste con el departamento de Chuquisaca, en el norte con la provincia de Chayanta, en el oeste con la provincia de Frías, y en el sur y sureste con la provincia de Linares. La provincia se extiende sobre unos 95 km de este a oeste y 105 km de norte a sur.

## Demografía
De acuerdo con el censo boliviano de 2024, la población de la provincia de Cornelio Saavedra es de 55 242 habitantes.
La población de la provincia ha aumentado sólo ligeramente en las últimas tres décadas:
| Año  | Habitantes | Fuente |
| ---- | ---------- | ------ |
| 1992 | 52 659     | Censo  |
| 2001 | 58 706     | Censo  |
| 2012 | 55 100     | Censo  |
| 2024 | 55 242     | Censo  |

El idioma predominante es el quechua, hablado por 78% de la población. Según el censo de 1992 vivían en la provincia de 52 659 habitantes, esta cifra aumentó hasta el censo de 2001, el 11,5% a 58 706 habitantes. 80% de la población no tiene acceso a la electricidad, el 94% viven sin saneamiento. 69% de la población trabaja en la agricultura, el 1% en la minería, 10% en la industria, 20% en servicios. 89% de la población es católica, protestante, un 8%.

## Municipios
La provincia cuenta con tres municipios, los cuales son:
- Betanzos
- Chaquí
- Tacobamba